# Christopher Katongo
Christopher Katongo (31 de agosto de 1982; Mufulira, Zambia) es un exfutbolista zambiano que jugaba en la posición de delantero. Su último club fue el Green Buffaloes de la Primera División de Zambia. Es hermano del también futbolista Felix Katongo.

## Selección nacional
Desde el 2003, año en que debutó Katongo fue un habitual convocado para la selección zambiana. En 2012 estuvo presente en el título obtenido por los Chipolopolo donde fue la máxima figura del certamen.

### Participaciones con la selección
| Torneo                                  | Sede                     | Resultado        |
| --------------------------------------- | ------------------------ | ---------------- |
| Copa Africana de Naciones de 2006       | Egipto                   | Primera fase     |
| Copa Africana de Naciones de 2008       | Ghana                    | Primera fase     |
| Copa Africana de Naciones de 2010       | Angola                   | Cuartos de final |
| Copa Africana de Naciones de 2012       | Gabón/ Guinea Ecuatorial | Campeón          |
| Campeonato Africano de Naciones de 2016 | Ruanda                   | Cuartos de final |

## Clubes
| Club                   | País      | Año         |
| ---------------------- | --------- | ----------- |
| Butondo West Tigers    | Zambia    | 1999        |
| Kalulushi Modern Stars | Zambia    | 1999 - 2001 |
| Green Buffaloes        | Zambia    | 2001 - 2004 |
| Jomo Cosmos            | Sudáfrica | 2004 - 2007 |
| Brøndby                | Dinamarca | 2007 - 2008 |
| Arminia Bielefeld      | Alemania  | 2008 - 2010 |
| Skoda Xanthi           | Grecia    | 2010 - 2011 |
| Henan Jianye FC        | China     | 2011 - 2013 |
| Golden Arrows          | Sudáfrica | 2014        |
| Bidvest                | Sudáfrica | 2014 - 2015 |
| Green Buffaloes        | Zambia    | 2015 - 2017 |

## Palmarés

### Campeonatos nacionales
| Título            | Selección | País    | Año |
| ----------------- | --------- | ------- | --- |
| Copa de Dinamarca | Brøndby   | 2007/08 |     |

### Copas internacionales
| Título                    | Selección | País                      | Año             |
| ------------------------- | --------- | ------------------------- | --------------- |
| Copa Africana de Naciones | Zambia    | Gabón y Guinea Ecuatorial | 2012 (detalles) |

### Distinciones individuales
| Distinción                              | Edición |
| --------------------------------------- | ------- |
| Mejor jugador Copa Africana de Naciones | 2012    |
| Goleador Copa Africana de Naciones      | 2012    |